# Parameijerella mizoramensis
Parameijerella mizoramensis är en tvåvingeart som beskrevs av Cherian 1991. Parameijerella mizoramensis ingår i släktet Parameijerella och familjen fritflugor. Inga underarter finns listade i Catalogue of Life.